# Les Flèches de l'amour

Les Flèches de l'amour (Love-Struck) est un téléfilm américain réalisé par Larry Peerce et diffusé le 1er juin 1997. 
Sa dernière diffusion télévisée en France date du 22 octobre 2007 sur M6.

## Synopsis
Comme tous les trois ans, Vénus envoie son fils Cupidon, âgé de 5000 ans - mais qui ne les paraît pas -, décocher ses flèches pour changer le destin d'un être bon, généreux et esseulé. Sa cible est cette fois-ci Emily Vale, une jeune dentiste, également bénévole d'une institution religieuse. Elle a le cœur brisé depuis que son amoureux l'a quittée. Mais Cupidon, qui a pris l'apparence d'un jeune homme, manque son tir. La flèche se retourne contre lui et il tombe amoureux d'Emily. Sa mission doit être accomplie avant le lever du soleil.

## Fiche technique
- Titre original : Love-Struck
- Réalisation : Larry Peerce
- Scénario : Stephen Witkin, Lindsay Harrison, Stephen Witkin
- Durée : 91 minutes
- Pays :  États-Unis

## Distribution
- Cynthia Gibb : Emily Vale
- Costas Mandylor : Cupidon/Milo
- Annabelle Gurwitch : Rachel
- Suzanne Somers : Venus
- Mark Joy : Ted
- Amy Parrish : Tory Vale, la sœur d'Emily
- Marion Guyot : Mrs. Vale